# Mashco (Harakmbet)
Os harákmbut (também conhecidos como Amarakaeri) são um povo indígena amazônico que habita as margens dos rios Colorado, Mãe de Deus, Inambari, Yshiri, Punkuri e Malinowski, entre as regiões de Cusco e de Mãe de Deus, no Peru. Falam a língua amarakaeri que faz parte das Línguas harákmbet.

## Organização
Os harakmbut reconhecem sete clãs ou patrilinajes. Por norma prefere-se o intercâmbio de irmãs entre estes clãs, o que dispersa às mulheres de um clã nos 6 restantes. Desta maneira, são parentes consanguíneos os membros do mesmo clã e parentes afins os dos 6 clãs restantes.
É proibido o casal entre indivíduos cujas mães sejam irmãs de pai.
Os harakmbut promovem o serviço do noivo na casa do suegro de 2 anos no mínimo. Nos últimos anos viu-se também casos de matrilocalidad do casal, ainda que menos frequente.